# Чайное ситечко

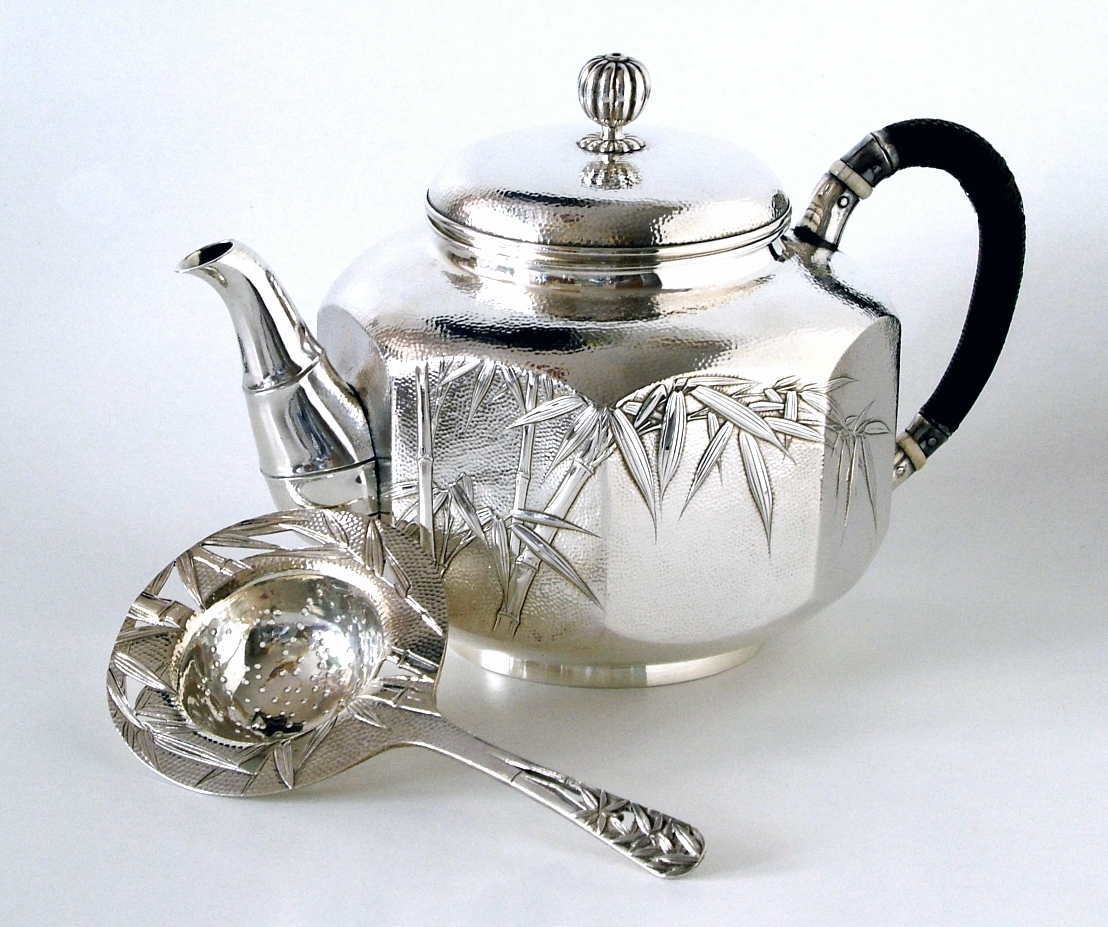
Японский серебряный заварочный чайник с ситечком

Ча́йное си́течко — небольшое сито для отсеивания чаинок при розливе чая по чашкам.
При заваривании чая традиционным способом в заварочном чайнике заварка помещается непосредственно в чайник, заливаемый кипятком, и плавает в нём. Для того, чтобы чаинки не попадали в напиток, их улавливают над чашкой с помощью ситечка.

## История
Вначале чайные ситечки устанавливались на чашку и имели соответствующую форму и размер, этот дизайн популярен и сегодня. Во второй половине XIX века ситечки стали также подвешивать к носику заварочного чайника.
Иногда ситечко выполняют в виде замкнутого сосуда для заваривания чая непосредственно в чашке: при этом чай могут заваривать сразу в нескольких чашках, поочерёдно опуская в них ситечко с заваркой.
В XX веке использование чайного ситечка для заваривания чая сократилось в связи с тем, что широкое распространение получил чайный пакетик.
Для изготовления ситечка могут использоваться различные материалы: серебро, нержавеющая сталь, фарфор.

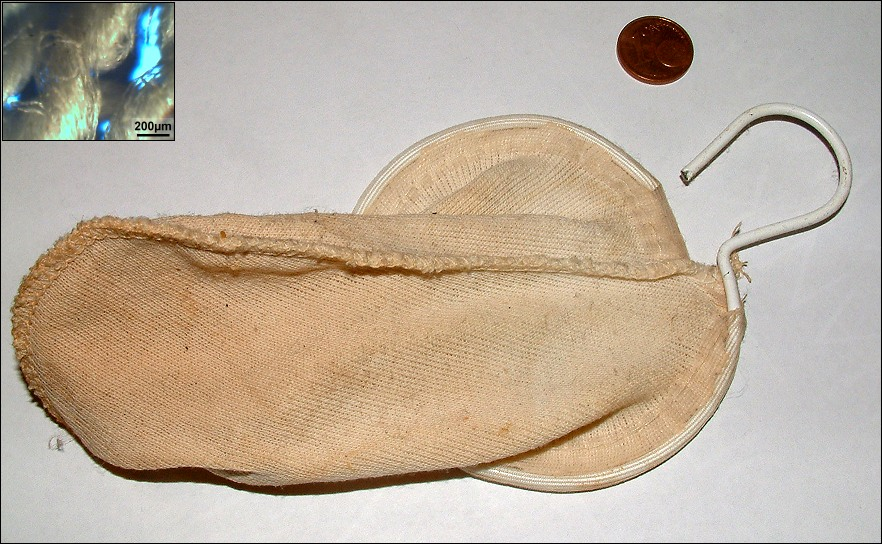
Чайное ситечко из ткани
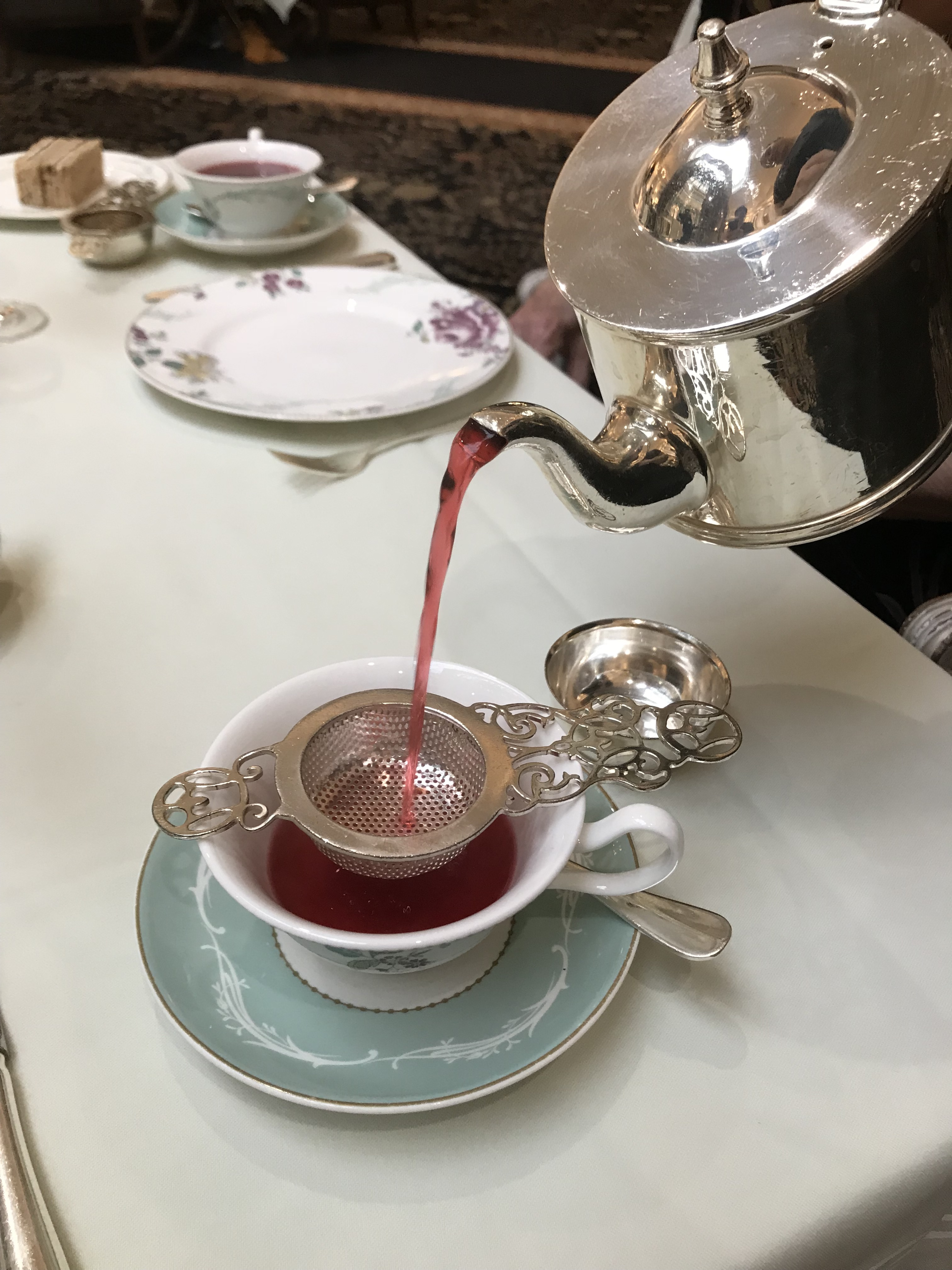
Декоративное чайное ситечко используемое при розливе каркаде
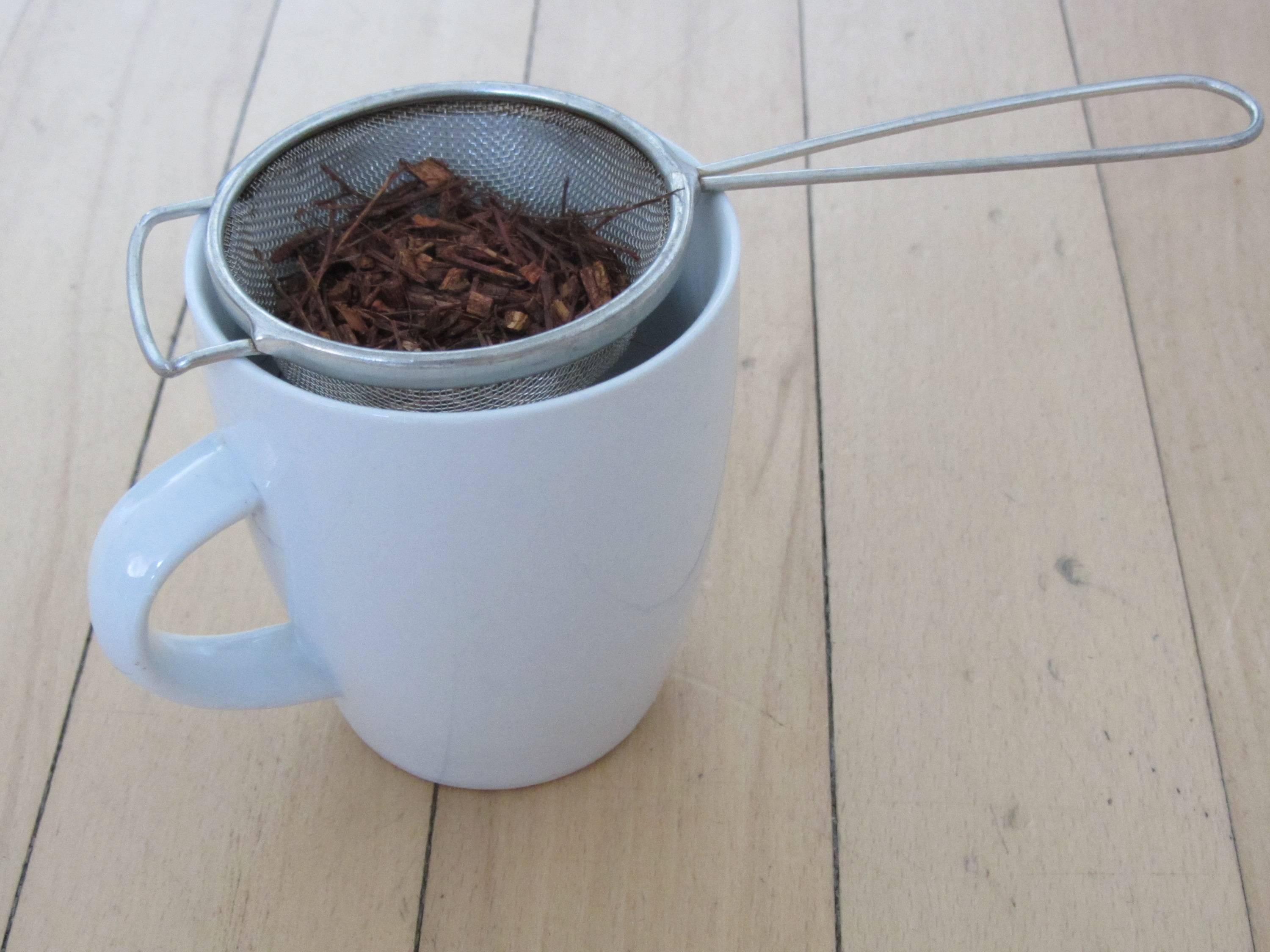
Использование чайного ситечка не для фильтрации чая, а для заваривания чая в кружке
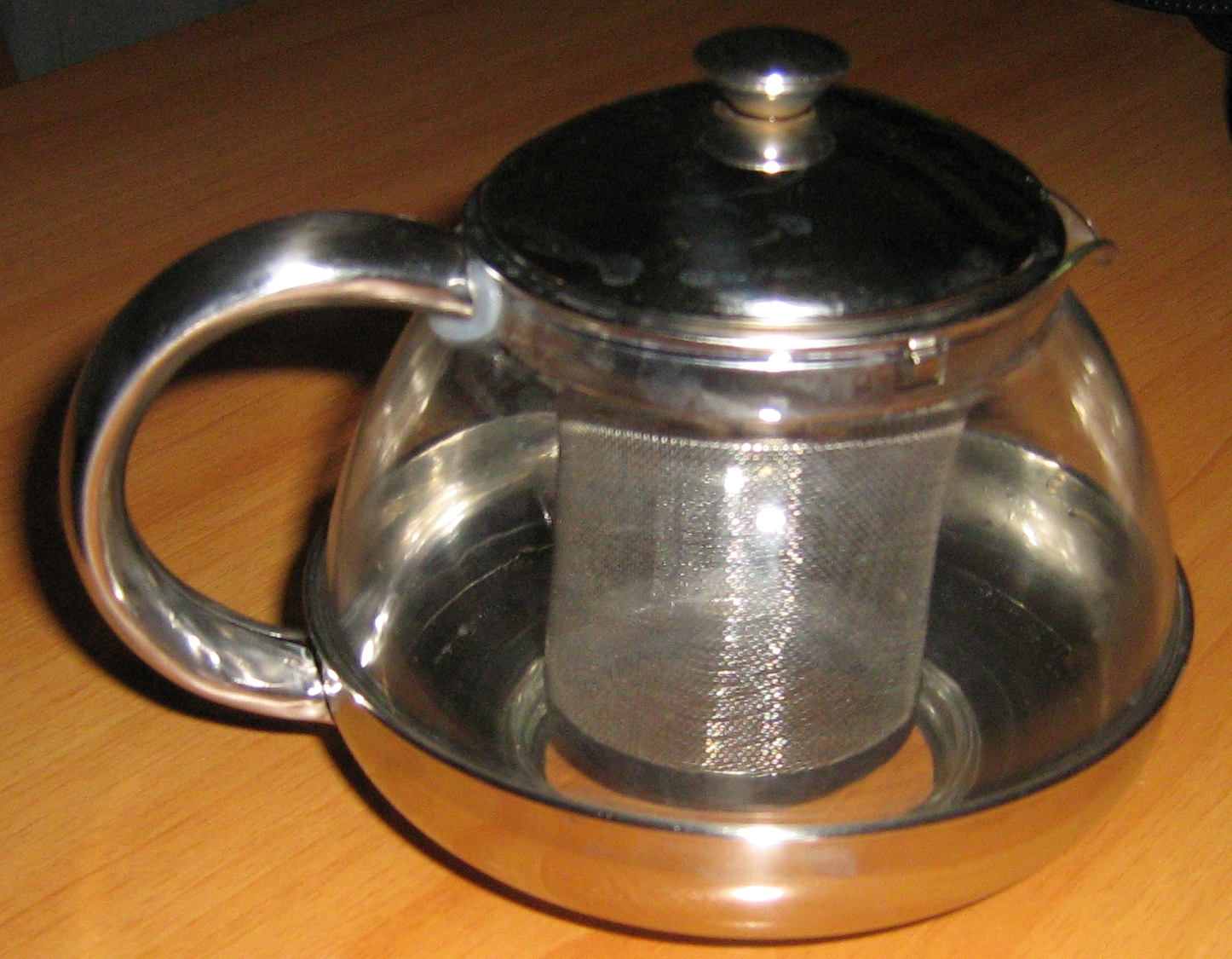
Современные стеклянные заварочные чайники снабжаются встроенным фильтром-отсеком для заварки (из металлической сетки, стекла или пластмассы)
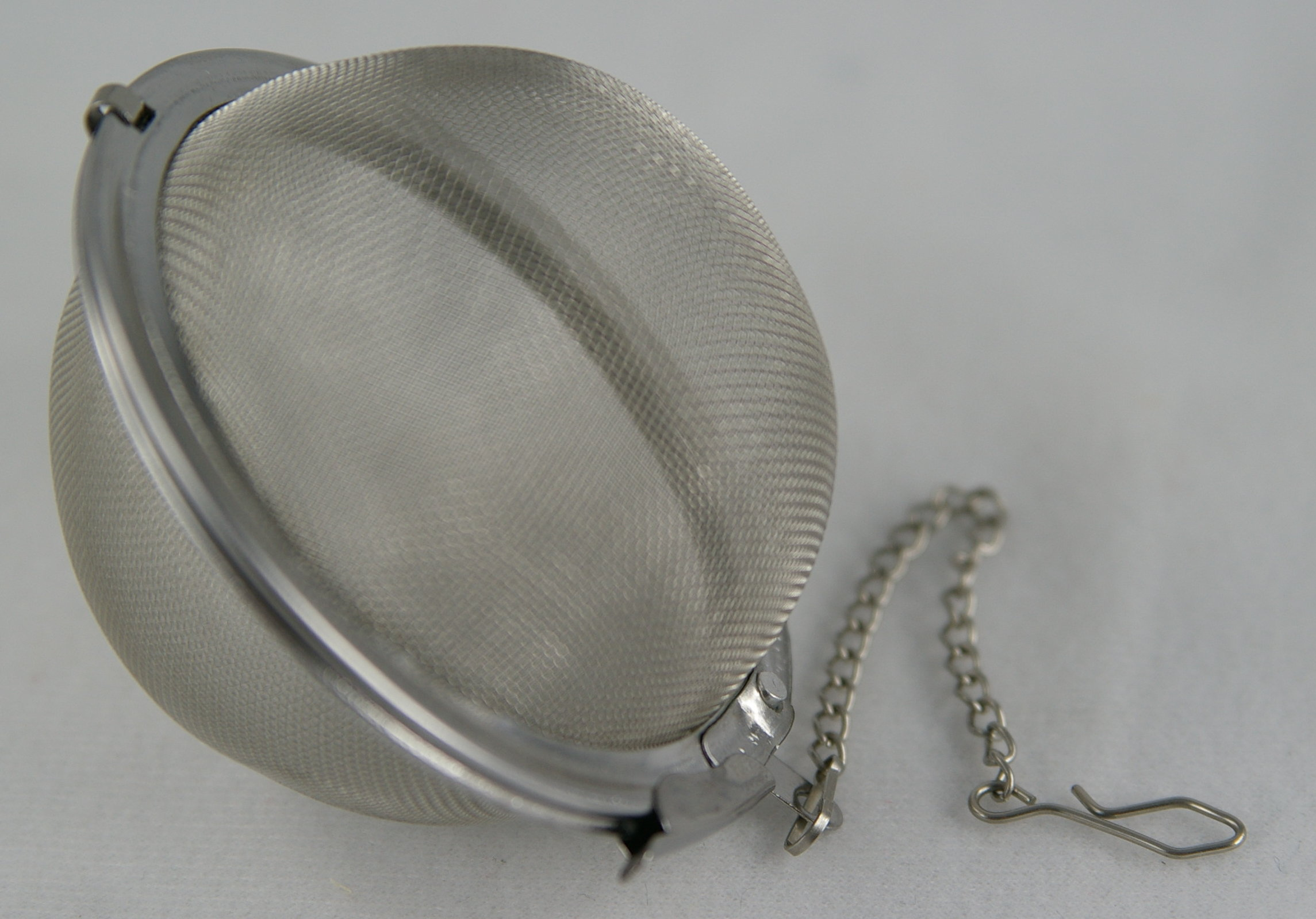
Ситечко для заваривания чая непосредственно в чашке (чайный инфузер)

## В культуре
Главный герой книги «Двенадцать стульев» Остап Бендер использует ситечко, чтобы получить стул, в котором, возможно, спрятаны драгоценности.